# Autobianchi Stellina
Autobianchi Stellina är en sportbil från den italienska biltillverkaren Autobianchi, tillverkad mellan 1964 och 1965.

## Teknik
Stellinan är baserad på tekniken från Fiat 600. Den öppna tvåsitsiga karossen är gjord i glasfiberarmerad plast.